# Милко Диков
Милко Минчев Диков е български художник-карикатурист, илюстратор и постановчик на анимационни филми.

## Биография
Диков е роден на 24 март 1930 г. в гр. Троян, в семейство на лекари. На 17-годишна възраст пристига в София, за да взема частни уроци по рисуване при Илия Бешков. На следващата година е приет във ВИИИ „Николай Павлович“, но заради слаби оценки е изключен след първата година. През следващите няколко години работи в завод на „Елпром“ и е взет за трудовак при строежа на Дунав мост. Въпреки това не спира да рисува.
От 1954 до 1960 г. отново следва в Академията, специалност керамика в класа на проф. Стоян Райнов. През 1959 г. отпечатва своята първа карикатура във вестник „Стършел“ и печели първия си конкурс за карикатура.
От 1963 г. сътрудничи редовно на различни вестници и списания с карикатурите си без думи. Взима участие в национални и международни изложби на карикатурата.
Диков работи и като художник-постановчик на анимационни филми, сред които по-известни са: „Двата полюса“ (1963), „Пакостникът“ (1964), „Приспивна песен“ (1966), „Аспирин“, „Триптих“ („Ключалката“, „Шамарът“, „Кукловод“, 1974), „Едно, две, три“ (1977).
Носител е на множество награди от изложби в Скопие, Нови Сад, Москва, Бордигера, Акшехри, Берлин, Маростика и Габрово.
През септември 2010 г. прави в София съвместна изложба, озаглавена „Класици на българската карикатура“, заедно с Велин Андреев, Генчо Симеонов, Иван Веселинов и Стоян Дуков.
Умира на 12 декември 2023 г.